# 髙梨昌芳
髙梨 昌芳（たかなし まさよし、1932年生まれ – 2023年8月21日）は、日本の実業家。高梨乳業株式会社の元代表取締役社長・取締役会長・取締役名誉会長。創業者・髙梨芳郎の長男であり、同社の発展に寄与した。

## 経歴
髙梨昌芳は1932年に神奈川県横浜市で生まれ、1956年に慶應義塾大学法学部を卒業後、高梨乳業に入社。1958年に取締役、1959年に常務取締役、1970年に専務取締役を経て、1982年に代表取締役社長に就任。2001年には代表取締役会長に就任し、2023年まで同職を務めた。また、横浜商工会議所の会頭も務めた。

## 人物
創業者・髙梨芳郎の長男として、家業を継ぎ、タカナシ乳業の発展に尽力した。家族には、母・寿美栄（1997年没）、長男・髙梨信芳（現タカナシ乳業社長）がいる。2023年8月21日に92歳で死去し、お別れの会では1000人が参列した。